# Basugas
Basugas (en francès Bazugues) és un municipi francès situat al departament del Gers i a la regió d'Occitània.

## Geografia

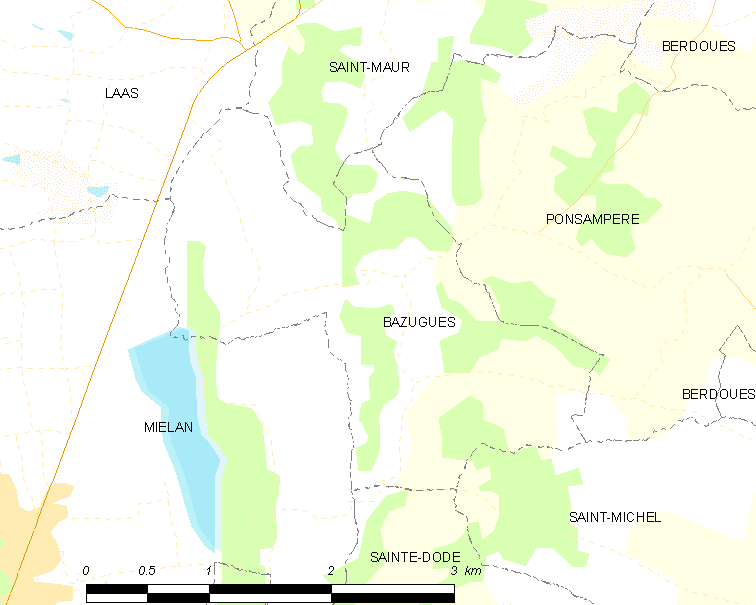
Mapa de la comuna de Basugas

## Administració i política

### Alcaldes
| Període   | Identitat        | Partit |
| --------- | ---------------- | ------ |
| 2001-2008 | Edmond Montégut  |        |
| 2008-     | Jean-Noël Jammet |        |

## Demografia
| 1962                                       | 1968 | 1975 | 1982 | 1990 | 1999 | 2006 |
| ------------------------------------------ | ---- | ---- | ---- | ---- | ---- | ---- |
| 69                                         | 68   | 57   | 56   | 67   | 55   | 57   |
| Des de 1962: població sense dobles comptes |      |      |      |      |      |      |